# Ваноуті

35°17′6″ пн. ш. 136°38′15″ сх. д. / 35.28500° пн. ш. 136.63750° сх. д.
Ваноу́ті (яп. 輪之内町, わのうちちょう, МФА: [wanout͡ɕi̥ t͡ɕoː]) — містечко в Японії, в повіті Ампаті префектури Ґіфу. Станом на 1 квітня 2009 площа містечка становила 22,36 км². Станом на 1 липня 2011 населення містечка становило 9971 осіб.